# Стоук Нюингтън (Лондон)
Стоук Невингтън (на английски: Stoke Newington) е окръг в Лондон, Великобритания, намиращ се на 8 км (5 мили) североизточно от Чаринг Крос.
Телефонният код на окръга е 020.